# Stora Björntjärnen, Hälsingland
Stora Björntjärnen är en sjö i Ljusdals kommun i Hälsingland och ingår i Delångersåns huvudavrinningsområde. Sjön har en area på 0,0968 kvadratkilometer och ligger 291 meter över havet.

## Delavrinningsområde
Stora Björntjärnen ingår i det delavrinningsområde (689463-151532) som SMHI kallar för Mynnar i Skånsjön. Medelhöjden är 296 meter över havet och ytan är 2,46 kvadratkilometer. Det finns inga avrinningsområden uppströms utan avrinningsområdet är högsta punkten. Vattendraget som avvattnar avrinningsområdet har biflödesordning 2, vilket innebär att vattnet flödar genom totalt 2 vattendrag innan det når havet efter 115 kilometer. Avrinningsområdet består mestadels av skog (70 procent) och sankmarker (13 procent). Avrinningsområdet har 0,19 kvadratkilometer vattenytor vilket ger det en sjöprocent på 7,6 procent.